# Sonia Ebling

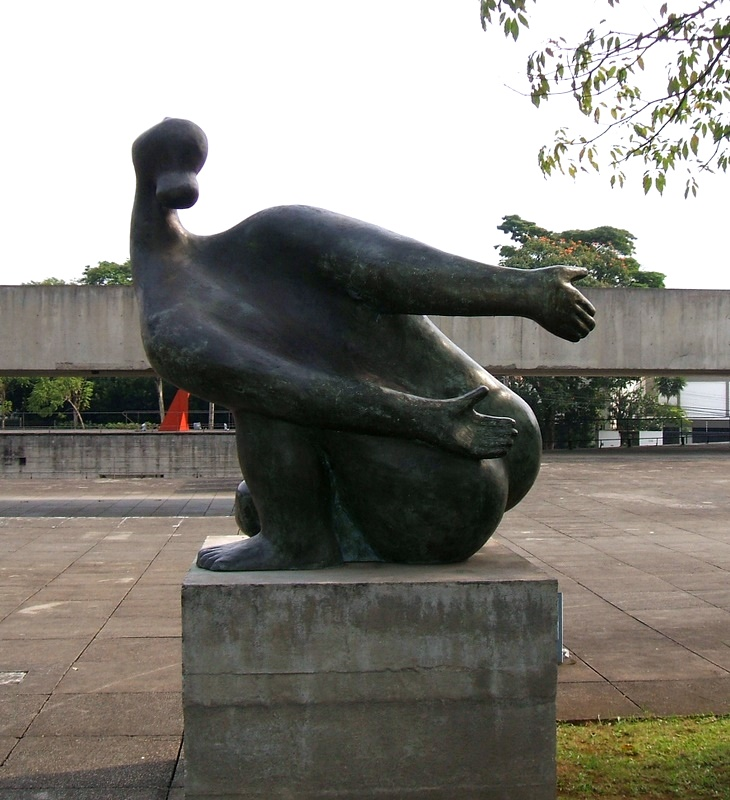
Arminda, entstanden in den 1980er Jahren, Museu Brasileiro da Escultura, São Paulo

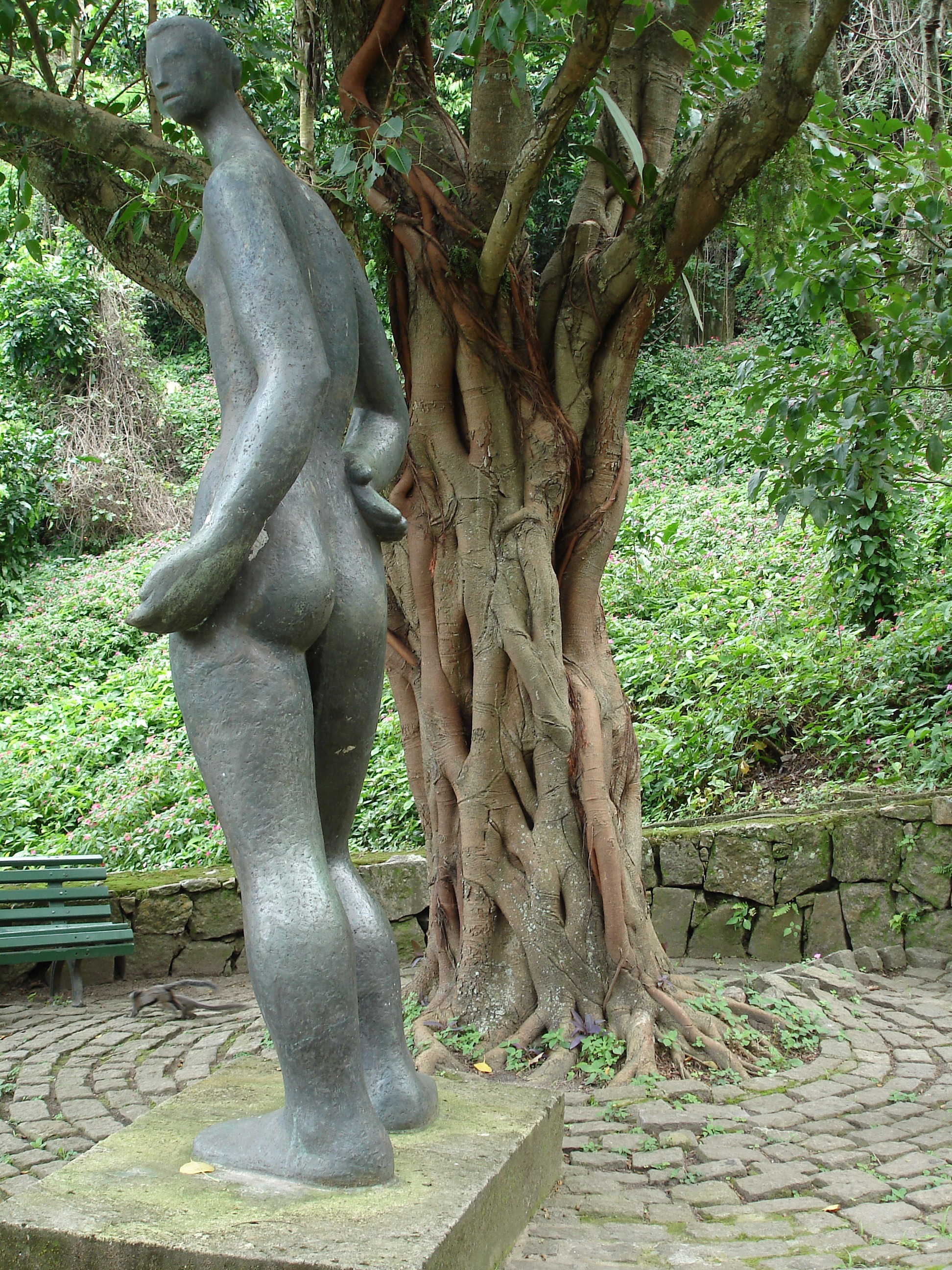
Sofia, Catacumba-Park, Rio de Janeiro

Sonia Ebling de Kermoal (* 19. November 1918 in Taquara, Rio Grande do Sul; † 16. Januar 2006 in Rio de Janeiro) war eine brasilianische abstrakt-figurative Bildhauerin und Kunsthochschullehrerin.

## Leben
Ebling studierte von 1944 bis 1951 Malerei und Bildhauerei an der Escola de Belas Artes do Rio Grande do Sul und der Escola de Belas Artes in Rio de Janeiro, wo sie sich niederließ. Bereits 1951 nahm sie an der ersten Biennale von São Paulo teil und gewann 1955 auf dem Salão Nacional de Arte Moderna in Rio de Janeiro für ihre Skulptur Mulher e Pássaro einen Auslandsreisepreis für Europa, wo sie sich bis 1968 aufhielt.
In Paris studierte sie bei Ossip Zadkine, 1963 erhielt sie ein Stipendium der Fundação Calouste Gulbenkian. In dieser Zeit stellte sie auch in Deutschland und anderen europäischen Ländern aus.
Sie hatte zahlreiche Ausstellungen, darunter wichtige wie im 11. Salon de la Jeune Sculpture 1959 des Musée Rodin in Paris, der Bienal de Arte Tri-Veneta in Padua, beim  Salon des Petits Bronzes 1962 des Musée d’art moderne de la Ville de Paris und dem 18. Salon de Réalités Nouvelles 1963. Bis 1967 nahm sie an der 2., 3., 5. und 8. bis 9. Ausgabe der Biennale von São Paulo teil.
Ihre Skulpturen beschäftigen sich vorwiegend mit der weiblichen Figur im Bronzeguss, dabei verjüngen sich diese proportional zum Kopf hin, während Torso und Beine kräftig ausgeformt sind. Zu ihren Werken gehört auch eine Reihe von Tierplastiken.
Nach Brasilien zurückgekehrt, gab sie ab 1970 Bildhauerkurse an der Kunsthochschule der Universidade Federal do Rio Grande do Sul (UFRGS), wobei sie auch mit Zement arbeitete, dem Farbpigmente zugesetzt waren.
Sie wohnte und unterhielt ihr Atelier im Stadtteil Copacabana in Rio, wo sie 87-jährig verstarb.
Der brasilianische Kunstkritiker Jacob Klintowitz schrieb über ihr Werk:

„Sônia Ebling ist eine Bildhauerin der raffinierten Formen, gründlich ausgearbeitet und ausgewogen. Was für die Künstlerin signifikant ist, sie verschlingt präkolumbianische, afrikanische und ägyptische Formen. Diese Suche nach den Quellen ist in der Tat das Mittel, zeitgenössische Skulptur zu erkunden, nähert ihre Arbeit der Verwandtschaft mit der Herkunft, wie den Ausarbeitungen von Henry Moore, Brancusi, Giacometti, Marino Marini.“

## Werke
- Monumento à Mãe (1955), Rotary Club do Rio Grande do Sul
- Mulher e Pássaro (1955), Museu Nacional de Belas Artes in Rio de Janeiro
- Reliefs (1968), Palácio dos Arcos do Ministério das Relações Exteriores in Brasília
- Ao Luar (1972), Banco do Brasil in Paris
- Skulptur (1975) vor der Banco do Brasil in Amsterdam
- Arminda, Skulpturenpark des Museu Brasileiro da Escultura in São Paulo
- Sophia (1977), Parque da Catacumba in Rio de Janeiro
- Luiza (2000), Pinacoteca do Estado de São Paulo im Parque da Luz in São Paulo
- Vitória (2004), Belém